# 2000年シドニーオリンピックの北朝鮮選手団
2000年シドニーオリンピックの北朝鮮選手団（2000ねんシドニーオリンピックのきたちょうせんせんしゅだん）は、2000年9月15日から10月1日にかけてオーストラリアのニューサウスウェールズ州シドニーで開催された2000年シドニーオリンピックの北朝鮮選手団、およびその競技結果。

## 概要
今大会は銀メダル1個、銅メダル3個、合計4個のメダルを獲得した。

## メダル
| メダル | 選手名           | 競技       | 種目                     |
| ------ | ---------------- | ---------- | ------------------------ |
| 銅     | キム・ウンチョル | ボクシング | 男子ライトフライ級       |
| 銅     | カン・ヨンギュン | レスリング | 男子グレコローマン54kg級 |
| 銅     | ケー・スンヒ     | 柔道       | 女子52kg以下級           |